# Bascanus
Bascanus is een geslacht van kevers uit de familie van de loopkevers (Carabidae). De wetenschappelijke naam van het geslacht is voor het eerst geldig gepubliceerd in 1896 door Peringuey.

## Soorten
Het geslacht Bascanus omvat de volgende soorten:
- Bascanus andreaei Basilewsky, 1961
- Bascanus claeysbuooaerti Basilewsky, 1953
- Bascanus dissidens Peringuey, 1908
- Bascanus fortesculptus Basilewsky, 1961
- Bascanus gracilis Peringuey, 1896
- Bascanus leleupi Basilewsky, 1961
- Bascanus longicollis Peringuey, 1896
- Bascanus natalicus Basilewsky, 1961
- Bascanus transvaalensis Basilewsky, 1961
- Bascanus vandenberghei Basilewsky, 1953